# 马尔科·科普利亚尔
马尔科·科普利亚尔（1986年2月12日—），克罗地亚男子手球运动员。他曾代表克罗地亚国家队参加2012年和2016年夏季奥林匹克运动会手球比赛，获得一枚铜牌。